# Mats Hessel
Mats Gunnar Hessel (* 13. März 1961 in Sundbyberg) ist ein ehemaliger schwedischer Eishockeyspieler.

## Karriere
Mats Hessel begann seine Karriere als Eishockeyspieler bei AIK Solna, für dessen Profimannschaft er in der Saison 1978/79 sein Debüt in der Elitserien, der höchsten schwedischen Spielklasse, gab. Mit seiner Mannschaft gewann der Angreifer in den Spielzeiten 1981/82 und 1983/84 jeweils den schwedischen Meistertitel. In der Saison 1985/86 stieg er mit AIK in die zweitklassige Division 1 ab, erreichte mit der Mannschaft in der folgenden Spielzeit jedoch den direkten Wiederaufstieg in die Elitserien. Zuletzt lief der Schwede in der Saison 1989/90 für den Zweitligisten Rögle BK auf, ehe er seine Karriere bereits im Alter von 29 Jahren beendete.  

### International
Für Schweden nahm Hessel an der U18-Junioren-Europameisterschaft 1979 sowie den Olympischen Winterspielen 1984 in Sarajevo teil. Bei den Winterspielen 1984 gewann er mit seiner Mannschaft die Bronzemedaille. 

## Erfolge und Auszeichnungen
- 1982 Schwedischer Meister mit AIK Solna
- 1984 Schwedischer Meister mit AIK Solna
- 1987 Aufstieg in die Elitserien mit AIK Solna

### International
- 1984 Bronzemedaille bei den Olympischen Winterspielen